# أون باسيف
شركة أون باسيف هي شركة تقنية عالمية تعمل بالذكاء الاصطناعي وتقوم بتطوير التسويق وإدارة علاقات العملاء والبرامج المماثلة.
مقر الشركة في دبي، الإمارات العربية المتحدة، وتحديداً في برج خليفة. تمتلك الشركة مقرات في الولايات المتحدة الأمريكية والهند وسنغافورة وبنغلاديش ومصر أيضاً.

## التاريخ
تأسست الشركة عام ٢٠١٨ من قبل أشرف المفرح.
في سبتمبر من العام ٢٠٢٠، افتتحت شركة أون باسيف أول منشأة لها في حيدر أباد، الهند.
في مارس من العام ٢٠٢٢، تم إطلاق شركة أون باسيف في دبي مع استحواذ غامر في جميع أنحاء المدينة (دبي مول، دبي داون تاون، بلوواترز، عين دبي، برج خليفة، جميرا بيتش ريزيدنس، شارع الشيخ زايد، بوكس بارك، سيتي ووك، الخوانيج بارك، دبي مول ريل سينما، حلبة دبي مول للتزلج، دبي مول أكواريوم وحديقة الحيوانات المائية، دبي مول كيدزانيا):
في أبريل من العالم ٢٠٢٢، تم إطلاق حملة مخصصة لإطلاق المقر الإماراتي من خلال حملة تسويقية خارجية، بما في ذلك عرضين على برج خليفة، حيث تقع مكاتبهم وتمتد إلى جميع المناطق البارزة في دبي، بما في ذلك الشاشات في دبي مول. عقدت الشركة أيضاً أربعة توقعات أخرى في مايو ٢٠٢٢، وعقدت واحدة أخرى في يونيو مخصصة للأعضاء المؤسسين.
في سبتمبر، أطلقت شركة أون باسيڤ مقرها الجديد في الإمارات العربية المتحدة وأطلقت منصة التمويل الجماعي "O-Bless".
في نوفمبر من العام ٢٠٢٢، دخلت شركة أون باسيف في شراكة مع بي إن سبورتس، التي أعلنت عن تسجيل رقم قياسي بلغ ٥.٤ مليار مشاهدة لكأس العالم ڤيڤا قطر ٢٠٢٢، لرعاية دوري أبطال أوروبا UEFA والدوري الإسباني في قطر. أصبحت شركة أون باسيڤ جزءاً من برنامج يتضمن المشاركة التلفزيونية و الوعي بالعلامة التجارية والرؤية عبر جميع قنوات بي إن سبورتس والوصول إلى ٦٤ مباراة و ٧٠ مليون مشترك في التلفزيون و ٤٠ مليون من وسائل التواصل الاجتماعي.
في نوفمبر من العام ٢٠٢٢، أطلقت شركة أون باسيف منتجاتها البرمجية: "O-Mail" و "O-Net" و "O-Trim".
في يناير من العام ٢٠٢٣، منحت هيئة الطرق والمواصلات في دبي حقوق تسمية محطة مترو الصفا لـ أون باسيف. على مدى السنوات العشر القادمة، وستطلق على المحطة الواقعة على الخط الأحمر اسم أون باسيف.
في فبراير من العام ٢٠٢٣، وقعت شركة أوميديا (إحدى الشركات التابعة لشركة أون باسيف) اتفاقية مع Best Moment Events (شركة منظمة حفلات مقرها الإمارات العربية المتحدة) لتنظيم سلسلة من الفعاليات والحفلات الموسيقية للمشاهير العرب في الإمارات العربية المتحدة والدول العربية الأخرى.
شاركت شركة أون باسيڤ في المنتدى العالمي لرائدات الأعمال ٢٠٢٣، الذي عقد يومي ١٠ و ١١ مارس في أبو ظبي ونظمه مجلس سيدات الأعمال الإماراتي. شارك في المنتدى ٣٥٠ مندوباً وممثلاً من أربعين دولة، مثلوا مؤسسات ريادة الأعمال، والمؤسسات الاقتصادية، ومجالس رائدات الأعمال، ومجالس موارد العمالة الأجنبية، والملحقين التجاريين، والسلك الدبلوماسي العربي والأجنبي، وكذلك ممثلات عن الجمعيات النسائية العاملة في الدولة.

## العمليات
يقع مكتب الشركة في فلوريدا بالولايات المتحدة الأمريكية، ويقع مركز التكنولوجيا في حيدر أباد بالهند ولها مكاتب عالمية في سنغافورة ودبي.
يستخدم برنامج شركة أون باسيف من قبل أكثر من مليون شخص من ٢٠٠ دولة.
محمد نزال هو رئيس قسم التسويق، ومحمد كمال هو رئيس قسم العمليات وأشرف مفرح هو المؤسس والرئيس التنفيذي.
لدى شركة أون باسيڤ منصة إس إيه إيه إس لتطوير الأعمال والأتمتة والتحول الرقمي وقنوات الاتصال وإدارة العمليات التجارية وأدوات البنية التحتية للأعمال وتطوير مواقع الويب والتسويق الرقمي. يوفر أدوات وخدمات مدعومة بالذكاء الاصطناعي.
تشمل المنتجات O-Net، وهي منصة للتواصل الاجتماعي؛ O-Mail، أداة إرسال بريد إلكتروني؛ و O-Trim ، أداة تقصير الروابط.
يتضمن O-Mail الأتمتة والتخصيص والتحليلات لحملات البريد الإلكتروني ونظام CRM مدمج لإدارة جهات الاتصال وتتبع التفاعلات وتقسيم الجمهور. تتضمن منصة O-Net أدوات لإنشاء وإدارة ملفات التعريف الشخصية والمهنية ومشاركة المحتوى والشبكات. O-Trim هي أداة لتقصير الروابط لإنشاء ومشاركة روابط قصيرة قابلة للتتبع. يسمح بتقصير الروابط الطويلة وتتبع الروابط والتحليلات وخيارات العلامات التجارية. تحتوي شركة أون بوسيف على عدد غير محدود من الأشخاص الذين يتحدثون في وقت واحد ويمكن أن يستوعب حوالي مليون شخص.